# プログレッシブ・フィールド
プログレッシブ・フィールド（Progressive Field）は、アメリカ合衆国のオハイオ州クリーブランドにある野球場。旧称ジェイコブス・フィールド（Jacobs Field）。MLBクリーブランド・ガーディアンズのホーム球場である。
クリーブランドは1832年のオハイオ・エリー運河の開通によって重厚長大産業を中心とした工業都市として発展し、1920年代には全米5大都市の1つとして隆盛を極めた。しかし1960年代から1970年代にかけて鉄鋼業をはじめとする重工業が衰退、「湖畔の失敗」と呼ばれた。郊外へ流出した地元住民、そして観光客を呼び戻すべく、1980年代にダウンタウン再開発が始まった。その一環として1994年、クリーブランドのシンボルであるターミナル・タワー（タワー・シティ・センター）に隣接する一等地に、野球専用球場ジェイコブス・フィールドとNBAクリーブランド・キャバリアーズの本拠地ガンド・アリーナ（現ロケット・モーゲージ・フィールドハウス）からなるスポーツ複合施設、ゲートウェイ・スポーツコンプレックスが建設された。
前本拠地ミュニシパル・スタジアムに対するファンの評判は最悪だった。そのため1990年5月に行われた住民投票で、以後15年間タバコとアルコール類に特別税をかけることが承認され、球場建築費の一部に充てられた。なお、当初の計画はドーム球場だったが、これは住民投票で否決されている。
工業都市クリーブランドらしく、白い壁と鉄骨を組み合わせた外観、煙突を連想させるような角張ったデザインの照明灯など、他の新古典主義の球場とは一線を画したデザインが目をひく。

## フィールドの特徴
- 全体的なパークファクターとしては投手有利。
  - 太陽光により投球が見えづらくなるものの、温暖気候へ移行するに伴って右翼方向へ風が吹くようになり、左打者による長打が増えるという特徴を併せ持つ。
- フィールドの土は、近辺を流れるオハイオ川から採取されたもの。
- ホームプレートは前球場ミュニシパル・スタジアムのものを使っている。
- 五大湖のひとつであるエリー湖の南岸に近く、ここで生まれた羽虫が大量にグラウンドを飛び交い、プレイにも影響することがある。2007年のア・リーグディビジョンシリーズの第2戦ではかつてないほどに羽虫が異常発生し、両軍ベンチに殺虫スプレーが置かれるほどであった。また、付近に多くのカモメが生息しており、球場に降りてくるために定期的に花火を打ち上げることがある。2009年の6月11日にはセンター付近に多くのカモメが舞い降り、10回の裏で1-2塁というシーンで秋信守の打った球がカモメにあたり、守備の名手として知られるココ・クリスプが後逸してしまいクリーブランドがサヨナラ勝ちをおさめたことがある。このプレーはMLB.com選定の珍プレー大賞（Oddity of the Year）の候補として挙げられた[2]。
- メジャーリーグでは鳴り物による応援は原則禁止であるが、インディアンス主催試合に毎試合太鼓を持って応援に駆けつける熱狂的ファン、ジョン・アダムスに敬意を表しメジャー球場では唯一鳴り物が認められており、彼が叩く太鼓の応援はインディアンスの名物でもある。2011年4月には来場回数が3000回に達し「He is No.1Indians fan!」という彼の功績を称える記念プレートが球場左翼席に飾られている。[3]

## スタジアム名の由来
旧球場名は1986年に球団を買収した当時のオーナーであるジェイコブス兄弟の名前から。
当初は「インディアンス・パーク」が予定されていたが、オーナーがオハイオ州とクリーブランド市にかけあい、強引に「ジェイコブス・フィールド」に変更させた。オーナー側は20年間で1390万ドルの出費を余儀なくされた。
命名権はジェイコブス兄弟が球団を現オーナーのラリー・ドーランに売却したことに伴い2006年末で消滅したが、2007年シーズンまで名称はジェイコブス・フィールドのままであった。
2008年1月11日にクリーブランド郊外に本社を置く自動車保険会社、プログレッシブ社（Progressive Corporation）と2023年までの16年間年平均360万ドルの命名権契約を結び、2008年シーズンから球場名をプログレッシブ・フィールドとすることが発表された。

## 主要な出来事
- 1994年4月4日：開場（インディアンス 4 - 3 マリナーズ）。クリントン大統領が始球式を行った。
- 1995年6月12日から2001年4月4日まで、455試合連続入場券売り切れの記録を作った。これを記念してインディアンスは背番号455をファンの為の永久欠番に制定している。
- 1997年7月8日：オールスターゲーム開催（ア 3 - 1 ナ）。
- 2000年9月25日：1試合目と2試合目で対戦相手が違う変則ダブルヘッダーが1951年以来49年ぶりに行われた（1試合目：インディアンス 9 - 2 ホワイトソックス、2試合目： インディアンス 3 - 4 ツインズ）。
- 2011年7月27日：エンゼルスのアービン・サンタナが球場初のノーヒッターゲーム達成（インディアンス 1 - 3 エンゼルス）[7]。失点しながらも被安打0での完投勝利はアストロズのダリル・カイル以来18年ぶり[8]。
- 2019年7月9日：MLBオールスターゲームが開催（ア 4 - 3 ナ）。
- 2021年9月11日：ミルウォーキー・ブルワーズがコービン・バーンズとジョシュ・ヘイダーの継投によるノーヒットノーランを達成。球団史上2度目（継投では初）。敗れたインディアンスは同一シーズンで3度ノーヒッターを喫するワースト記録を更新。また、インディアンスの先発投手ザック・プリーサックも先発した3試合でチームがノーヒッター負けを喫する（うち2試合で敗戦投手となる）こととなった。同一シーズンではMLB史上初。
- ワールドシリーズ開催:1995年、1997年、2016年

## 註
1. ↑  1920年当時のクリーブランドの人口は796,841人で、ニューヨーク（5,620,048人）、シカゴ（2,701,705人）、フィラデルフィア（1,823,779人）、デトロイト（993,678人）に次いで全米第5位であった。
2. ↑  http://mlb.mlb.com/mlb/awards/y2009/tyib/
3. ↑  インディアンス応援団長、太鼓で鼓舞して43年スポニチアネックス-2016年11月1日閲覧
4. ↑  http://pqasb.pqarchiver.com/plaindealer/access/1041625261.html?FMT=ABS
5. ↑  http://cleveland.indians.mlb.com/news/press_releases/press_release.jsp?ymd=20080111&content_id=2343728&vkey=pr_cle&fext=.jsp&c_id=cle
6. ↑  http://cleveland.indians.mlb.com/news/article.jsp?ymd=20080111&content_id=2343558&vkey=news_cle&fext=.jsp&c_id=cle
7. ↑  MLB.com Gameday2015年7月9日閲覧
8. ↑  サンタナ　珍記録“ノーヒットワンラン”を達成！ スポニチ Sponichi Annex 野球（2011年7月29日） 2015年7月9日閲覧